# Amirauté (Pays-Bas)
Pour les articles homonymes, voir Amirauté.

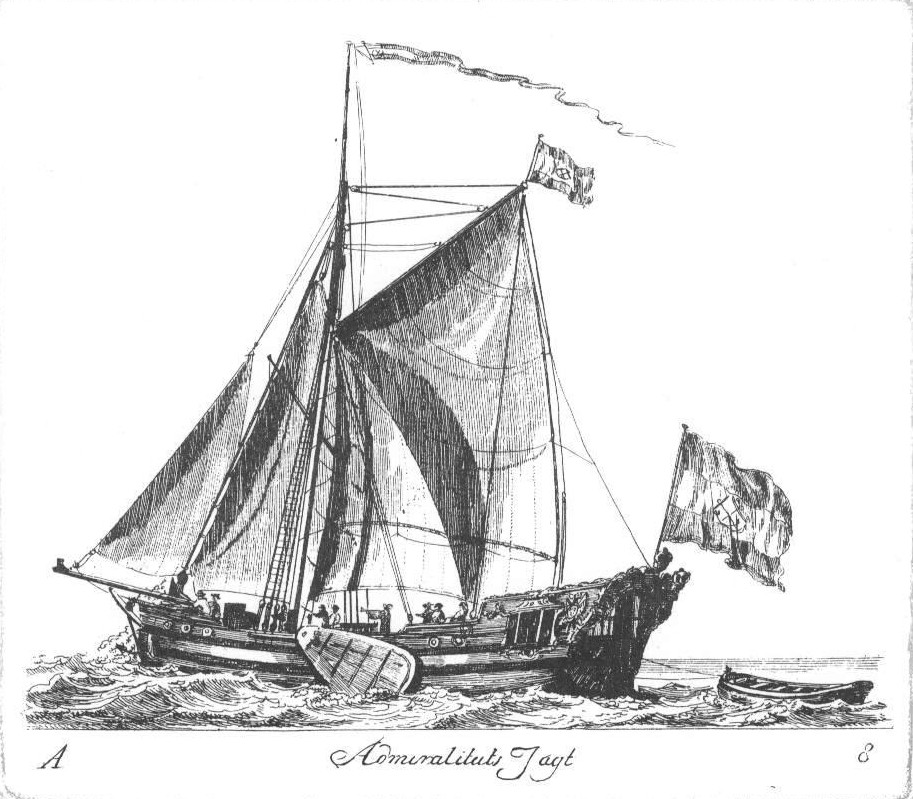
Un yacht battant pavillon de l'Amirauté (gravure de 1789).

L'amirauté (en néerlandais admiraliteit) est le nom donné dans les Pays-Bas à l'organisation de la flotte de guerre, du XVe siècle à 1795. Le terme désigne aussi bien l'organisation comme les tâches administratives et juridiques. Il a été remplacé à partir de 1795 aux Pays-Bas et en Belgique par celui de marine de guerre. Il désigne depuis 1945 l'Admiraliteitsraad (conseil de l'Amirauté), l'organe consultatif suprême de la Marine royale néerlandaise.

## Pays-Bas des Habsbourg
L'amirauté de Veere a été créée à la suite de l'ordonnance sur l'Amirauté du 4 mars 1488, dans le but de mettre en place une organisation centrale de la marine dans les Pays-Bas. La vice-amirauté de Flandre, subordonnée à l'amirauté de Veere, est créée à Dunkerque. En 1560, l'amiral Philippe de Montmorency transfère l'amirauté à Gand.

## Les amirautés des Provinces-Unies
Les amirautés de la république des Provinces-Unies doivent leur origine à l'Instruction pour l'Amirauté, établie par les États généraux le 13 août 1597 pour la direction de la Marine de la république des Provinces-Unies. Cet édit des États entérine une situation de fait créée pendant la révolte des Gueux. L'amirauté est alors divisées en cinq amirautés :
- l'amirauté de la Meuse (Rotterdam) ;
- l'amirauté d'Amsterdam ;
- l'amirauté de Frise (Dokkum puis Harlingen, à partir de 1645) ;
- l'amirauté de Zélande (Middelbourg) ;
- l'amirauté du Quart nord (Hoorn).

À ces cinq amirautés s'adjoint un conseil de l'Amirauté, établi à Flessingue.

## Démantèlement
Les cinq amirautés ont été démantelées en 1795 par la République batave et remplacées par le comité de la Marine, émanation de l'Assemblée nationale batave et basé à La Haye. Ce comité évoluera ensuite en ministère à part entière.